# 法言人
《法言人》（英語：Speakers of Law），是香港電視廣播有限公司拍攝製作的時裝律政劇，由張頴康、馬國明、林夏薇、黃嘉樂擔任主角。北美TVB官方串流平台由TVBAnywhere North America 2023年4月10日起同步更新。

## 故事大綱
此劇以法律作為劇集背景，講述每位精英律師透過各宗錯綜複雜案件的感人個案，為正義發聲。講述律師樓的師爺是開拓業務的開拓人，他作為一個橋梁來溝通市民和大狀之間的關係，進而引發了一系列的故事。

## 演員表

### 施雷律師事務所
| 演員           | 角色        | 簡要介紹 |
| -------------- | ----------- | --- |
| 黃祥興         | 施耀興      | Albert、師兄 合夥人之一／事務律師 金秉信之師兄兼好友 施洪美華之子 施思之父 鄭千玉之前夫 |
| 姚亦澧         | Raymond Lui | Raymond、呂律師 合夥人之一 施耀興之原拍檔 於第2集私吞8000萬公款，後退出 |
| 羅毓儀（青年） | 田佑家      | 滅絕師太、田律師、佑家 事務律師，原為司徒楊李律師行律師，於第4集加入施雷 擅長離婚官司 曾經兩次在結婚當日悔婚 自小看見父母爭執，因而對婚姻產生恐懼 田飛雲、袁春花之女 金秉信、馬瑋雄、庾國棟之死黨 麥紹全之前未婚妻 與金秉信有感情線，於第21集為其女友，於第25集為其妻 偶像是林峯 於第22集被黃德權派人搶去有其犯罪證據的外置硬碟而導致腰椎骨裂受傷、有可能影響下半身活動能力，於第23集出院 |
| 林夏薇         | 田佑家      | 滅絕師太、田律師、佑家 事務律師，原為司徒楊李律師行律師，於第4集加入施雷 擅長離婚官司 曾經兩次在結婚當日悔婚 自小看見父母爭執，因而對婚姻產生恐懼 田飛雲、袁春花之女 金秉信、馬瑋雄、庾國棟之死黨 麥紹全之前未婚妻 與金秉信有感情線，於第21集為其女友，於第25集為其妻 偶像是林峯 於第22集被黃德權派人搶去有其犯罪證據的外置硬碟而導致腰椎骨裂受傷、有可能影響下半身活動能力，於第23集出院 |
| 馮子亮（青年） | 庾國棟      | Will 事務律師，原為自由身，於第3集受金秉信邀請回港加盟 家境富裕 姚倩瑩之子 金秉信、田佑家、馬瑋雄之死黨 與顏潔恩有感情線，於第20集為其男友，於第25集為其夫 |
| 黃嘉樂         | 庾國棟      | Will 事務律師，原為自由身，於第3集受金秉信邀請回港加盟 家境富裕 姚倩瑩之子 金秉信、田佑家、馬瑋雄之死黨 與顏潔恩有感情線，於第20集為其男友，於第25集為其夫 |
| 莊鍶敏         | 洪有容      | Joelyn、洪律師 證婚律師 精通玄學 於第4集登場 |
| 焦浩軒（青年） | 金秉信      | Donald、金師爺、阿金、金仔（魯兆熙專稱） 法律行政人員 年輕時曾因被指控洗黑錢而入獄，因而錯失大學學位，後上訴得直無罪釋放，受魯兆熙協助辯護，因個人失職使其冤獄兩年 金發之子 田佑家、馬瑋雄、庾國棟之死黨 施耀興之師弟兼好友 葉永東之師傅 邱福揚之合作夥伴兼好友，但被其妒忌，被其覺得喧賓奪主，後關係破裂 魯兆熙之前客戶兼宿敵，後合作 黃德權之死敵 與田佑家有感情線，於第21集為其男友，於第25集為其夫 曾經覺得應酬大客較為重要而輕視孫詠德的強姦案，令對方感無助而自殺，之後令其價值觀轉變，亦因此覺得自己虧欠孫家 於第23集因涉嫌謀殺黃德權而被捕，委任馬瑋雄成為辯護律師 於第24集決定自辯而解僱馬瑋雄辯護律師一職 於第25集獲判無罪，當庭釋放 口頭禪：掂啊！ |
| 馬國明         | 金秉信      | Donald、金師爺、阿金、金仔（魯兆熙專稱） 法律行政人員 年輕時曾因被指控洗黑錢而入獄，因而錯失大學學位，後上訴得直無罪釋放，受魯兆熙協助辯護，因個人失職使其冤獄兩年 金發之子 田佑家、馬瑋雄、庾國棟之死黨 施耀興之師弟兼好友 葉永東之師傅 邱福揚之合作夥伴兼好友，但被其妒忌，被其覺得喧賓奪主，後關係破裂 魯兆熙之前客戶兼宿敵，後合作 黃德權之死敵 與田佑家有感情線，於第21集為其男友，於第25集為其夫 曾經覺得應酬大客較為重要而輕視孫詠德的強姦案，令對方感無助而自殺，之後令其價值觀轉變，亦因此覺得自己虧欠孫家 於第23集因涉嫌謀殺黃德權而被捕，委任馬瑋雄成為辯護律師 於第24集決定自辯而解僱馬瑋雄辯護律師一職 於第25集獲判無罪，當庭釋放 口頭禪：掂啊！ |
| 丁子朗         | 何浩俊      | Hogan 見習事務律師 林佩兒、葉永東之好友 申靜宜之大學同學 與林佩兒有感情線，於第13集成為其男友，於第16集因對方患上肝硬化，免拖累其而被提出分手，於第19集復合 於第3集登場 |
| 容天佑         | 葉永東      | Tony、Tony仔 見習法律行政人員 曾經在新填地街當拳手及拉皮條 與母親曾經被繼父虐待，故十分痛恨虐打女人的男人 高美詩之姨甥 陳雪淇之表哥 金秉信之徒弟 何浩俊、林佩兒之好友 於第4集登場 於第7集因踢傷宋生而被拘捕，但最後獲撤銷控罪，須守行為兩年 |
| 何依婷         | 林佩兒      | Alice 法律秘書 患有慢性肝病，其母也是因肝癌去世 林輝之女 何浩俊、葉永東、孫詠桐之好友 與何浩俊有感情線，於第13集成為其女友，於第16集因患上肝硬化免拖累對方而提出分手，於第19集復合 於第4集登場 於第19集因腸胃炎入院，發現肝病病情好轉，肝臟逐漸回復正常 於第21集被Ada旗下的所謂星探社發掘而試鏡，實為被黃德權利用作陪客賣淫 於第22集揭發星探社的背後目的，一度被星探社禁錮，但被何浩俊及葉永東報警及救出 |
| 李成昌         | 林輝        | 輝仔 辦公室助理 林佩兒之父 |

### 繆瑞禮律師行
| 演員   | 角色   | 簡要介紹 |
| 張國強 | 繆建昌 | Peter 繆瑞禮律師行第二代話事人 法律界資深人士，人稱家事及婚姻訴訟天王 與彭司博、萬麗華合稱法律界三劍俠 繆瑞禮之子 魯兆熙之岳父，後反目 於第3集登場 |
| 海俊傑 | 魯兆熙 | 廢魯、熙少 為人卑鄙下流無恥 事務律師，曾為法援律師 多年前協助金秉信辯護洗黑錢案，因個人失職使其冤獄兩年，其后被田佑家、馬瑋雄、庾國棟舉報而一度被停牌，因此與四人結怨 多年一直對外謊稱於1998年英國劍克大學法律學院畢業，於第21集遭田康男以記者身份揭穿其真面目 繆建昌之女婿，後反目 金秉信之前代表律師兼宿敵，後合作與金秉信、田佑家對抗邱福揚、黃德權野心 與邱福揚、黃德權勾結，後反目 於第2集登場 於第21集被揭發為假學歷而被撤銷律師資格 於第24集因馬瑋雄協助其還債，願意做證人為金秉信辯護指證邱福揚 |
| 張子   | 簡旭鈞 | Ken 事務律師 施雷律師事務所前職員，於第2集跳槽至繆瑞禮律師行 |
| 王菲   | 溫嘉韻 | Wendy 事務律師 施雷律師事務所前職員，於第2集跳槽至繆瑞禮律師行 |
| 黃美棋 | 蕭小英 | Laura 法律秘書 施雷律師事務所前職員，於第2集跳槽至繆瑞禮律師行 |

### 大律師
| 演員           | 角色   | 簡要介紹 |
| 謝雪心         | 萬麗華 | 萬大狀、Mary、Mary Man、天后大狀（律師行業專稱） 資深大律師，人稱天后大狀 與繆建昌、彭司博合稱法律界三劍俠 翁傲鳴之母 司徒秋之師傅 於第23集被律政司委任成為黃德權被殺案的外聘检控官 |
| 劉頌鵬（青年） | 馬瑋雄 | 大雄 大律師 緊張時會視力模糊 彭司承、馬小蓮之子 金秉信、田佑家、庾國棟之死黨 被翁傲鳴追求，於第18集為其男友，第23集向其求婚成功，於第25集為其夫 於第23集被金秉信委任成為黃德權被殺案的辯方律師 於第24集由於金秉信改為自辯而被辭退辯護律師一職 |
| 張頴康         | 馬瑋雄 | 大雄 大律師 緊張時會視力模糊 彭司承、馬小蓮之子 金秉信、田佑家、庾國棟之死黨 被翁傲鳴追求，於第18集為其男友，第23集向其求婚成功，於第25集為其夫 於第23集被金秉信委任成為黃德權被殺案的辯方律師 於第24集由於金秉信改為自辯而被辭退辯護律師一職 |
| 張達倫         | 邱福揚 | Adam、Adam Yau、邱大狀、世紀賤男 為人小氣，心胸狹窄 王桂林之子 大律師／東輝煌集團法律顧問（第7集起) 申靜宜之師傅，被其暗戀，成為其男友，但利用其 金秉信之合作夥伴兼好友，但妒忌其，認為其喧賓奪主，後破裂 追求翁傲鳴（實際目的是接近萬麗華），但被其拒絕而放棄 黃德權之代表律師 與麥紹全之死敵 於第7集協助黃德權順利打赢城規會順利拿到粉嶺和仔洞坑塊地，聘請其集團之法律顧問 於第22集被黃德權及Martin Yeung設局陷害，與未成年少女發生性行為，被要脅繼續當其律師 於第23集報復被黃德權利用其未成年少女發生性行為影片要脅而殺害其，嫁禍金秉信、申靜宜 於第25集被捕，後被控謀殺罪名成立，判終身監禁 |
| 朱滙林         | 麥紹全 | Alvin 原名麥成勳 大律師 楊芷欣之未婚夫 田佑家之前未婚夫 與金秉信、馬瑋雄之合作伙伴 與邱福揚、申靜宜、黃德權之死敵 彭司博、宋生、杜梓謙之代表律師 於第6集登場 於第25集被律政司委任成為黃德權被殺案的外聘检控官 |
| 董敬文         | 司徒秋 | 司徒 大律師 萬麗華之徒弟 |
| 陳嘉慧         | 申靜宜 | Grace 見習律師 邱福揚之徒弟，暗戀其，成為其女友，被其利用 何浩俊之大學同學 於第5集登場 於第22集被Martin Yeung落春藥灌醉及企圖性侵，但被邱福揚及時阻止 于第23集误以为自己已殺害黃德權並嫁禍給金秉信，企圖為邱福揚頂罪，後於第25集被捕，最後因傷人罪名成立而被判監兩年 |
| 邵展鵬         |        | 見習大律師（第5－6集） |
| 繆家慶         |        | 見習大律師（第5－6集） |

### 法官
| 演員   | 角色   | 簡要介紹 |
| 蔣祖曼 | 翁傲鳴 | 翁官、Hazel、釘官 區域法院法官 萬麗華之女 彭司博之契女 暗戀並追求馬瑋雄，於第18集為其女友，于第23集接受其求婚，於第25集為其妻並懷孕 被邱福揚追求（其實際目的是接近萬麗華），但拒絕其而令其放棄 於第6集登場 |
| 鍾志光 | 趙官   | 法官（第1、4－5、17、20集） |
| 杜大偉 | 方頌文 | 民事訴訟法官（第1、6、17集） |
| 魏惠文 | 沈官   | 裁判官（第7、10集） |
| 陳念君 | 歐官   | 法官（第12、25集） |
| 區軒瑋 | 榮官   | （第23－25集） |

### 金家
| 演員           | 角色   | 簡要介紹                                                                               |
| 李龍基         | 金發   | 發叔 外賣員，後當老闆 金秉信之父 曾間接令兒子入獄 袁春花、馬小蓮、姚倩瑩之舊街坊兼牌友 |
| 鄭玉儀         | 李靜芝 | 金發之亡妻 金秉信之亡母                                                                |
| 焦浩軒（青年） | 金秉信 | 施雷律師事務所法律行政人員 金發之子 參見施雷律師事務所                                 |
| 馬國明         | 金秉信 | 施雷律師事務所法律行政人員 金發之子 參見施雷律師事務所                                 |

### 田邊圍鄉村
| 演員           | 角色   | 簡要介紹                                                                       |
| 白彪           | 田飛雲 | 臭口雲、飛雲叔 居民 袁春花之夫 田佑家之父 大男人主義，為人口硬心軟 於第4集登場 |
| 龔慈恩         | 袁春花 | 春花、春花姨 居民 田飛雲之妻 田佑家之母 金發、姚倩瑩之舊街坊兼牌友 於第4集登場 |
| 羅毓儀（青年） | 田佑家 | 居民 施雷律師事務所事務律師 田飛雲、袁春花之女 參見施雷律師事務所              |
| 林夏薇         | 田佑家 | 居民 施雷律師事務所事務律師 田飛雲、袁春花之女 參見施雷律師事務所              |
| 林子超         | 田康男 | 居民 《乜都報》記者                                                            |
| 李芷晴         | Judy   | 居民 森之女（第4集）                                                           |
| 吳天佑         | Jeff   | 居民（第4集）                                                                  |
| 威廉陳         | 森     | 壽頭森 居民 Judy之父（第4集）                                                  |
| 蘇恩磁         |        | 居民 Judy之母（第4集）                                                         |

### 彭家
| 演員           | 角色     | 簡要介紹 |
| 黃成想         | 彭才     | 彭才集團創辦人 彭羅秀中之亡夫 彭司承、彭司博、彭司燕之亡父 彭綽韜、彭綽晨、馬瑋雄（彭瑋雄）之亡祖父 彭尹芳瑜之亡家翁 已去世30年 |
| 羅蘭           | 彭羅秀中 | 彭老太 彭才之遺孀 彭司承、彭司博、彭司燕之母 彭尹芳瑜之奶奶 彭綽韜、彭綽晨、馬瑋雄（彭瑋雄）之祖母 於第17集從馬瑋雄（彭瑋雄）得悉彭尹芳瑜委託黃德權打官司而大罵彭尹芳瑜，決定改為委託馬瑋雄（彭瑋雄）打官司 於第18集撤銷打官司，令彭尹芳瑜及彭司博庭外和解 （特别演出）                                                             |
| 鄭毅邦         | 彭司承   | Philip 彭才、彭羅秀中之亡長子 彭司博、彭司燕之亡兄 彭尹芳瑜之亡夫 彭綽韜、彭綽晨、馬瑋雄（彭瑋雄）之亡父 馬小蓮之亡情夫 已去世3年 |
| 黎燕珊         | 彭尹芳瑜 | 彭太 為人囂張，潑辣，卑鄙、下流、無恥 彭才、彭羅秀中之媳婦 彭司承之遺孀 彭司博、彭司燕之大嫂，與彭司博不和 彭綽韜、彭綽晨之母 馬瑋雄（彭瑋雄）之大媽，與其不和 馬小蓮之情敵 不滿彭司博接手彭才集團，不讓彭綽韜及彭綽晨接手 黃德權之好友，與其勾結，委托其安排打官司，實際被其利用 於第16集登場 於第18集撤銷打官司，與彭司博庭外和解 |
| 潘志文         | 彭司博   | Paul 彭才集團主席 商業訴訟和公司法專家 彭才、彭羅秀中之次子 彭司承之弟 彭司燕之兄 彭綽韜、彭綽晨、馬瑋雄（彭瑋雄）之叔父 彭尹芳瑜之叔仔，與其不和 與繆建昌、萬麗華合稱法律界三劍俠 翁傲鳴之契爺 堅稱受彭司承指示，因彭綽韜及彭綽晨年幼暫未能接手彭才集團，委托交其打理 於第3集登場 於第18集撤銷打官司，與彭尹芳瑜庭外和解           |
|                | 彭司燕   | Penny 彭才、彭羅秀中之幼女 彭司承、彭司博之妹 彭尹芳瑜之小姑 彭綽韜、彭綽晨、馬瑋雄（彭瑋雄）之姑姐 已婚並移居外國 （僅以照片作連結） |
| 許俊豪         | 彭綽韜   | Roger 彭才、彭羅秀中之長孫 彭司承、彭尹芳瑜之長子 彭綽晨之兄 馬瑋雄（彭瑋雄）同父異母之弟 彭司博、彭司燕之侄子 於第22集與黃德權勾結，出賣彭才集團 |
| 葉泓聲         | 彭綽晨   | Ronald 彭才、彭羅秀中之次孫 彭司承、彭尹芳瑜之次子 彭綽韜之弟 馬瑋雄（彭瑋雄）同父異母之弟 彭司博、彭司燕之侄子 於第22集與黃德權勾結，出賣彭才集團 |
| 文雪兒         | 馬小蓮   | 馬瑋雄之母 彭司承之前情婦 彭尹芳瑜之情敵 金發、袁春花、姚倩瑩之舊街坊兼牌友 與姚倩瑩針鋒相對 於第6集登場 |
| 劉頌鵬（青年） | 馬瑋雄   | 大雄 原名彭瑋雄，十歲後隨母姓 大律師 彭才、彭羅秀中之孫 彭司承、馬小蓮之子 彭尹芳瑜名義上之繼子，與其不和 彭綽韜、彭綽晨同父異母之兄 彭司博、彭司燕之侄子 參見大律師 |
| 張頴康         | 馬瑋雄   | 大雄 原名彭瑋雄，十歲後隨母姓 大律師 彭才、彭羅秀中之孫 彭司承、馬小蓮之子 彭尹芳瑜名義上之繼子，與其不和 彭綽韜、彭綽晨同父異母之兄 彭司博、彭司燕之侄子 參見大律師 |

### 庾家
| 演員           | 角色     | 簡要介紹 |
| 盧宛茵         | 庾姚倩瑩 | Diana、庾太 富太 庾國棟之母 金發、袁春花、馬小蓮之舊街坊兼牌友 與馬小蓮針鋒相對 反對庾國棟與顏潔恩交往，後改觀 於第3集登場，同時成為施雷律師事務所新幕後投資者 |
| 馮子亮（青年） | 庾國棟   | Will 施雷律師事務所事務律師 姚倩瑩之子 參見施雷律師事務所 |
| 黃嘉樂         | 庾國棟   | Will 施雷律師事務所事務律師 姚倩瑩之子 參見施雷律師事務所 |
| 趙璧渝         | 顏潔恩   | CoCo 網紅／單親媽媽 顏子賢之母 與庾國棟有感情線，於第20集為其女友，於第25集為其妻 於第7集登場，並透過施雷律師事務所控告葉智山出售其年青時的寫真照片            |

### 警察
| 演員                   | 角色               | 簡要介紹 |
| 鄭啟泰                 | 鍾仁               | 鍾Sir 有組織罪案及三合會調查科（O記）總督察 金秉信之死敵 心胸狹窄，痛恨金秉信妨碍其升职 於第22集拘捕Ada 於第23集拘捕金秉信 於第25集先後拘捕申靜宜及邱福揚 （第22－25集） |
| 鄭健樂（配音：陳卓智） | 余儉禮             | Kim Sir 有組織罪案及三合會調查科（O記）警員（第22－25集） |
| 梁雯蔚                 | 陳燕莉             | 警員（第22－25集） |
| 李啟傑                 | 王Sir              | 警員（第1集） |
| 黃一鳴                 |                    | 食客（第5、16、20集） |
| 黃一鳴                 | 賓客（第7－8集）   | |
| 黃一鳴                 | 案件警員（第9集）  | |
| 黃一鳴                 | 記者（第11集）     | |
| 黃一鳴                 | 旁聽（第12集）     | |
| 黃一鳴                 | 仵工（第14集）     | |
| 黃一鳴                 | 年輕律師（第15集） | |
| 魏柏豪                 |                    | 警員（第6、18集） |
| 吳兆麟                 |                    | 魯兆熙之手下（第2集） |
| 吳兆麟                 | 案件警員（第9集）  | |
| 吳兆麟                 | 記者（第11集）     | |
| 吳兆麟                 | 旁聽（第12集）     | |
| 吳兆麟                 | 侍應（第20集）     | |
| 吳兆麟                 | 溜冰人士（第21集） | |

### 其他演員
| 演員                 | 角色                     | 簡要介紹 |
| 陳少邦               | 黃德權                   | TK、TK Wong、黃生、Boss 為人狂妄自大、下流無恥，有仇必报 東輝煌集團主席／高級酒吧老闆 Ada、樂上司 邱福揚之客户，於第22集引其喝醉後，以其與未成年少女發生性行為之影片威脅邱福揚繼續當其的法律顧問 與魯兆熙勾結，於第21集反目 彭尹芳瑜之好友兼勾結 金秉信、田佑家、馬瑋雄、庾國棟、麥紹全、彭司博之死敵 與彭司博生意上合作伙伴，後反目成為競爭對手爭奪天帝晉庭地皮，於第22集成功爭奪天帝晉庭地皮 於第3集登場，同集調戲田佑家 於第4集指示司徒楊李律師行老闆解僱田佑家兼封殺其律師行未遂，被金秉信、馬瑋雄、庾國棟阻止 於第7集得到邱福揚協助下順利打赢城規會順利拿到粉嶺和仔洞坑塊地，聘請其集團之法律顧問 於第15集協助魯兆熙取得律師聯會 於第16集表面幫助彭尹芳瑜打官司，實際想借彭才集團內亂謀取利益 於第16集指使靚模安排接近馬瑋雄，並勾引其 於第17集被踢出董事局兼不滿田佑家幫前女友而駕車撞其未遂，被金秉信阻止 於第20-21集與Martin Yeung勾結 於第22集被何浩俊、葉永東、林佩兒合力击破其卖淫公司，其后从nic口中得知其重要文件在田佑家手上派阿乐夺回 於第23集因企圖強姦幫邱福揚取手機的申静宜，被其使用凶器击晕，最後被邱福揚殺害 |
| 康華                 | 高美詩                   | Macy 健身室老闆 陈剑龙之遗孀 陳雪淇之母 葉永東之姨 於第3集登場 |
| 戴耀明               | 郭健泰                   | 社團大佬 多年前曾經到何浩俊母親的店舖偷竊並打傷其，後被判無罪，令何浩俊患上創傷後遺症而留級，因而對其產生敵意 於第14集被捕（第13－14集） |
| 李家鼎               | 江師傅                   | 雲芳居前師傅（第18集） |
| 孔德賢               | 杜梓謙                   | 馮曉悠之男友 因工業意外而變成跛子 被馮曉悠父母控告六年前令當時未成年的馮曉悠懷孕 獲翁傲鳴判處感化15個月，無須入獄（第9集） |
| 游嘉欣               | 馮曉悠                   | 杜梓謙之女友（第9集） |
| 黃嘉雯               | 葉依婷                   | Holly 孫詠桐之朋友兼生意拍檔 鄧力安之女友 與孫詠桐共同經營速遞公司 於第20集願做證人指證鄧力安（第14、19－20集） |
| 林熹瞳               | 孫詠桐                   | 孫詠德之姊 林佩兒之好友 葉依婷之朋友兼生意拍檔 與葉依婷共同經營速遞公司 因埋怨當年金秉信幫不到孫詠德而導致其自殺，自此痛恨金秉信 於第15集向金秉信借30萬元還債 於第19集被鄧力安插贓嫁禍，涉嫌販毒而被捕 於第20集獲判無罪釋放，后向金秉信表示已原谅其（第14－15、18－20集） |
| 唐嘉麟               | Martin Yeung             | 馬來西亞富二代、花花公子 黃德權之商業拍檔，與其勾結 於第22集落藥灌醉及企圖性侵申静宜，但被邱福揚阻止（第20－22集） |
| 楊梓菁               | Ada                      | 英毅拳館老闆娘 表面經營所謂星探社，實為引誘少女陪客賣淫 黃德權之手下 於第3集登場 於第22集因禁錮林佩兒而被捕，後保釋兼入獄五年 |
| 楊證樺               | 宋生                     | 宋太之夫，與其育有一子 虐待宋太兩母子（第6－7集） |
| 黃耀煌               | 樂                       | 高級酒吧職員 黃德權之手下 於第3集登場 於第22集受黃德權之命在田佑家手上奪回重要文件並使其撞傷 於第25集與金秉信合作指證邱福揚殺害黃德權目的 |
| 吳紫韻               | Brenda                   | 事務律師 邱福揚之助手，與其曖昧 |
| 馬俊傑               | Dave                     | 事務律師 邱福揚之助手 |
| 王俊棠               | 郭建基                   | K爺 社團大佬 陈剑龙之前手下 金秉信之獄友兼客户 於第2集登場 |
| 阮嘉敏               | 楊芷欣                   | Cindy 法庭書記 翁傲鳴之下屬 麦绍全之未婚妻 於第6集登場 |
| 黃建東               | 軒少                     | 金秉信之客人（第1、23－24集） |
| 吳珮如               | Elsa                     | 田佑家之助手（第1、3－4集） |
| 葉蒨文               | Florence                 | 法庭書記 方頌文之下屬 號稱「區院之花」（第1、6、17集） |
| 李日朗               | Kelvin                   | 富家子 鄭千玉之男友（第1集） |
| 黃芷晴               | 施思                     | 9歲 施耀興、鄭千玉之女（第1集） |
| 馮素波               | 施洪美華                 | 施耀興之母 施思之祖母（第1集） |
| 鄧永健               | George                   | 畫廊老闆（第1集） |
| 蔡誌恩               | 石海橋                   | 事務律師（第1、6－7、9－10、18、20集） |
| 鄧美欣               | Daisy                    | 法庭書記 趙官之下屬（第1、4－5、17、20集） |
| 曾健明               | 祖哥                     | 法庭保安（第1－2、4、12、25集） |
| 陳永昌               | 姚律師                   | （第1集） |
| 林浩文               | Max                      | 法律學院學生（第1－2集） |
| 胡美貽               | Jenny                    | 法律學院學生（第1－2集） |
| 陳榮峻               | 張啟燦                   | 張伯 金發之鄰居（第1－2、4集） |
| 梁凱晴               |                          | 法律人員（第1、4集） 旁聽（第12集） 試鏡少女（第21集） |
| 陳聖瑜               |                          | 法律人員（第1、4集） 旁聽（第12集） 試鏡少女（第21集） |
| 梁允瑜               |                          | 法律人員（第1、4集） |
| 梁允瑜               | 旁聽（第12集）           | |
| 關楓馨               |                          | 法律人員（第1、4集） |
| 關楓馨               | 旁聽（第12集）           | |
| 關楓馨               | 年輕律師（第15集）       | |
| 關楓馨               | 酒吧客人（第20集）       | |
| 伍韻婷               |                          | 法律人員（第1、4集） |
| 伍韻婷               | 旁聽（第12集）           | |
| 伍韻婷               | 美女（第16集）           | |
| 周百恩               |                          | 法律人員（第1、4集） |
| 周百恩               | 賓客（第7－8集）         | |
| 周百恩               | 侍應（第9集）            | |
| 周百恩               | 記者（第11集）           | |
| 周百恩               | 旁聽（第12集）           | |
| 周百恩               | 食客（第13－14集）       | |
| 周百恩               | 年輕律師（第15集）       | |
| 周百恩               | 酒吧客人（第20集）       | |
| 胡敏芝               |                          | 法律人員（第1集） |
| 胡敏芝               | 賓客（第7－8集）         | |
| 胡敏芝               | 旁聽（第12集）           | |
| 陳煒迪               |                          | 法律人員（第1集） |
| 陳煒迪               | 侍應（第5集）            | |
| 陳煒迪               | 賓客（第7－8集）         | |
| 陳煒迪               | 病人（第9集）            | |
| 陳煒迪               | 旁聽（第12集）           | |
| 陳煒迪               | 食客（第13－15集）       | |
| 葉衍佑               |                          | 法律人員（第1、4集） |
| 葉衍佑               | 駿王會侍應（第3集）      | |
| 葉衍佑               | 旁聽（第12集）           | |
| 葉衍佑               | 年輕律師（第15集）       | |
| 宋懿芳               |                          | 法律人員（第1集） |
| 宋懿芳               | 賓客（第7集）            | |
| 宋懿芳               | 記者（第11集）           | |
| 宋懿芳               | 旁聽（第12集）           | |
| 宋懿芳               | 年輕律師（第15集）       | |
| 宋懿芳               | 食客（第16、20集）       | |
| 趙樂賢               | 張仔                     | 張啟燦之子（第2、4集） |
| 周嘉全               |                          | K爺之手下 金秉信之獄友（第2集） |
| 李君妍               | 嚴太                     | （第2集） |
| 林家樂               | Stanley                  | 實習律師（第2集） |
| 林家樂               | 酒保（第9集）            | |
| 林家樂               | 侍應（第13－14集）       | |
| 林家樂               | 年輕律師（第15集）       | |
| 林家樂               | 酒吧客人（第20集）       | |
| 陳銳鋒               | Frankie                  | 實習律師 司徒秋之助手（第2、4、8－9、17、23－25集） |
| 蔡國威               | 嚴生                     | （第2集） |
| 劉倬昕               |                          | 魯兆熙之手下（第2集） |
| 劉倬昕               | 旁聽（第12集）           | |
| 麥大力               | KC                       | （第2集） |
| 廖家爵               | 威                       | K爺之手下（第2、10集） |
| 陸煥恆               | 力                       | K爺之手下（第2、10集） |
| 李善恆               | 豹                       | K爺之手下（第2、10集） |
| 彭翔翎               |                          | 施雷律師事務所客人（第3集） |
| 黃頌明               |                          | 施雷律師事務所客人（第3集） |
| 李紹堅               |                          | 施雷律師事務所客人（第3集） |
| 孖 八                |                          | 施雷律師事務所客人（第3集） |
| 孖 八                | 路人（第12集）           | |
| 孖 八                | 食客（第20集）           | |
| 王嘉慧               | 蘇律師                   | 實習大律師 司徒秋之助手（第4、18集） |
| 林可悅               |                          | 化妝師（第4集） |
| 鍾肯盛               |                          | 金秉信之客人（第4集） |
| 江富強               |                          | 黑社會大佬（第4集） |
| 曾海昌               |                          | 黑社會手下（第4－5集） |
| 鄔嘉駿               |                          | 黑社會手下（第4－5集） |
| 鄔嘉駿               | 年輕律師（第15集）       | |
| 鬼塚                 | 天叔                     | （第4集） |
| 黃志榮               | 王伯                     | 施雷律師事務所客人（第5集） |
| 陳勉良               | 何伯                     | 施雷律師事務所客人（第5集） |
| 孫慧蓮               |                          | 施雷律師事務所客人 何伯之妻（第5集） |
| 衛志豪               | 莫仲棋                   | 酒店廚師 向酒店因職業勞損索償，被酒店反指控工作期間偷煮食物自用才受傷，最後因作假證供而遭終止聆訊 （第5－6集） |
| 陳諾忠               | 唐仔                     | 莫仲棋之同事（第5集） |
| 楊家寶               |                          | 記者（第5集） |
| 湯之欣               |                          | 食客（第5集） |
| 湯之欣               | 賓客（第7－8集）         | |
| 湯之欣               | 家屬（第9集）            | |
| 湯之欣               | 侍應（第15集）           | |
| 湯之欣               | 溜冰人士（第21集）       | |
| 曹銦玲               |                          | 食客（第5集） |
| 曹銦玲               | 護士（第7、9集）         | |
| 曹銦玲               | 旁聽（第12集）           | |
| 莫家淦               | 詹生                     | 施雷律師事務所客人（第6集） |
| 周麗欣               | 宋太                     | 宋生之妻，與其育有一子 兩母子被宋生虐待，申請離婚（第6－7集） |
| 郭浩皇               | 湯律師                   | （第6、8－9、12、25集） |
| 施焯日               | 袁振邦                   | （第6集） |
| 謝可逸               |                          | 法庭保安（第6集） |
| 葉進康               |                          | 火鍋店伙記（第6－7集） |
| 葉進康               | 旁聽（第12集）           | |
| 葉進康               | 侍應（第13－15集）       | |
| 郭子豪               | 賴生                     | 痴戀及追求翁傲鳴，聲稱報答她曾經輕判他（第7集） |
| 蕭文諾               | Walter                   | （第7、10集） |
| 曾文心               |                          | 記者（第7－8集） |
| 曾文心               | 食客（第13－14集）       | |
| 曾文心               | 年輕律師（第15集）       | |
| 曾文心               | 酒吧客人（第20集）       | |
| 區俊賢               |                          | 賓客（第7集） |
| 區俊賢               | 旁聽（第12集）           | |
| 區俊賢               | 樂之手下（第22集）       | |
| 吳洛汶               |                          | 賓客（第7集） |
| 吳洛汶               | 路人（第12集）           | |
| 黃瀅仴               |                          | 賓客（第7－8集） |
| 黃瀅仴               | 食客（第15集）           | |
| 黃瀅仴               | 溜冰人士（第21集）       | |
| 黎瑞業               |                          | 賓客（第7－8集） |
| 黎瑞業               | 食客（第9、13－14集）    | |
| 黎瑞業               | 旁聽（第12集）           | |
| 黎瑞業               | 年輕律師（第15集）       | |
| 黎瑞業               | 酒吧客人（第20集）       | |
| 布樂文               |                          | 侍應（第7集） |
| 伍富橋               | 啟年                     | 自閉症患者 被林輝誤會其偷拍林佩兒裙底（第8集） |
| 劉桂芳               |                          | 啟年之母（第8集） |
| 翟威廉               | 葉智山                   | Pat Yip 攝影師 曾經利誘顏潔恩拍下寫真照，並公開出售 提出庭外和解，把相片交還及刪除相片檔案，換取顏潔恩撤銷控告（第8、9集） |
| 葉凱茵               | 鄺太                     | 家長 揶揄顏潔恩（第8集） |
| 劉芷玲               |                          | 賓客（第8集） |
| 劉芷玲               | 旁聽（第12集）           | |
| 劉芷玲               | 年輕律師（第15集）       | |
| 劉芷玲               | 酒吧客人（第20集）       | |
| 郭卓朗               | 顏子賢                   | 學生 顏潔恩之子（第8－9集） |
| 黃可盈               | 陳雪淇                   | 陈剑龙、高美詩之女 葉永東之表妹 患有血癌末期 胡鴻鈞之忠實粉絲 於第10集病逝（第9－10集） |
| 何偉業               |                          | 馮曉悠之父 控告杜梓謙六年前令當時未成年的馮曉悠懷孕（第9集） |
| 黃梓瑋               |                          | 馮曉悠之母 控告杜梓謙六年前令當時未成年的馮曉悠懷孕（第9集） |
| 盧峻峯               | 阿堅                     | 車房工人（第9集） |
| 盧峻峯               | 卓朗之替身（第11－12集） | |
| 莫韻諰               |                          | 食客（第9集） |
| 莫韻諰               | 年輕律師（第15集）       | |
| 莫韻諰               | 美女（第16集）           | |
| 莫韻諰               | 酒吧客人（第20集）       | |
| 陳嘉輝               | 夏國軍                   | 醫師 袁春花之初戀情人（第10－11集） |
| 章志文               | 關醫生                   | 專家證人（第10集） |
| 蕭百成               |                          | 交通警（第10集） |
| 邵珮詩               | 文美芬                   | Fanny 卓朗之前女友 Louis之女友 追討卓朗三千萬元 最後被判敗訴（第11－12集） |
| 吳幸美               |                          | 全城追擊主持（第11－12、14集） |
| 李梓謙               |                          | 卓朗之經理人（第11－12集） |
| 彭懷安               | Louis                    | 廚師 文美芬之男友，背著其與其他女生約會（第12集） |
| 羅永健               | Jacky                    | （第12、25集） |
| 朱斐斐               |                          | 旁聽（第12集） |
| 蕭麗芠               |                          | 旁聽（第12集） |
| 姜嘉琳               |                          | 旁聽（第12集） |
| 梁菁琳               |                          | 旁聽（第12集） |
| 賴彥妤               |                          | 旁聽（第12集） |
| 賴彥妤               | 李爺之女伴（第23－24集） | |
| 蔡景行               |                          | 旁聽（第12集） |
| 蔡景行               | 年輕律師（第15集）       | |
| 蘇麗明               |                          | 卓朗之粉絲（第12集） |
| 張詩欣               |                          | 卓朗之粉絲（第12集） |
| 簡家麒               | 李主控官                 | （第12集） |
| 陳狄克               | 王釗華                   | 釗伯 拾荒者 被控在垃圾站放火 最後被撤銷控罪（第12－13集） |
| 關浩揚               | 阿坤                     | 茶餐廳伙記 曾留長頭髮 王釗華之證人（第12－13集） |
| 陳穎熙               |                          | 長髮路人（第12集） |
| 千雪                 | 何太                     | 何浩俊母親 被郭健泰刺傷, 住院三個月, 後移民(第13－14集） |
| 崔錦棠               |                          | 大叔 茶餐廳食客 非禮孫詠桐（第14集） |
| 邵卓堯               | 唐生                     | 食店老闆，被姪子偷去配方另起爐灶 不滿施雷律師事務所濫收費而企圖向施耀興放火，但經庾國棟調解後而改觀（第14集） |
| 譚淑瑩               | 孫太                     | 孫詠桐、孫詠德之母 已去世（第14－15集） |
|                      | 孫詠德                   | 孫詠桐之弟 18歲時被冤枉強姦，後因感到無助而自殺 於大學課程報考法律 （僅以照片作連結） |
| 黎寬怡               |                          | 公關（第14集） |
| 張韡騰               | 莊柏民                   | 餐廳老闆 多年前目睹郭健泰襲擊何浩俊母親，但最後未有出庭作證 在金秉信及田佑家推動下向警方揭發真相（第14集） |
| 譚坤倫               | 忠                       | 莊柏民之前僱員 恐嚇莊柏民，並要求他賠償（第14集） |
| 鄒兆霆               |                          | 攝影師（第14集） |
| 易智遠               | 李生                     | 施雷律師事務所客人（第15集） |
| 徐文浩               |                          | 年輕律師（第15集） |
| 黃紫恩               |                          | 年輕律師（第15集） |
| 簡思恩               |                          | 年輕律師（第15集） |
| 梁敏巧               |                          | 年輕律師（第15集） |
| 陳熙蕊               |                          | 年輕律師（第15集） |
| 馮顯藝               |                          | 年輕律師（第15集） |
| 鍾天濠               |                          | 食客（第15集） |
| 鍾天濠               | 酒吧客人（第20集）       | |
| 易宇航               | Mr. Morris               | 御用大律师（第16集） |
| 古天祥               | Mr. Taylor               | 御用大律师（第16集） |
| 蔚雨芯               |                          | 𡃁模 被黃德權及尹芳瑜安排接近馬瑋雄，並勾引其（第16、18集） |
| 葉靖儀               |                          | 美女（第16集） |
| 王嫿嫿               |                          | 路人（第16集） |
| 李岡                 |                          | 彭家司機（第17－18集） |
| 黃凱琪               | Bobo                     | 黃德權之前女友（第17集） |
| 杜燕歌               | 盧律師                   | （第17集） |
| 蘇珊                 | 盧太                     | （第17集） |
| 蕭徽勇               |                          | 的士司機（第18集） |
| 黃潤成               | 凌大狀                   | Matthew Ling 律師 經常口吃（第18集） |
| 陳嘉俊               |                          | 試食檔職員（第18集） |
| 李麗霞               |                          | 海鮮檔阿嬸（第18集） |
| 陳俊堅               | Nathan Wai               | 舞蹈學校導師 騙取白綺曼金錢，被白綺曼實施禁制令阻止其出境，最後屈服承諾還錢（第19集） |
| 曾慧雲               | 翠姐                     | 保安員（第19集） |
| 郭田葰               | 詹醫生                   | 林佩兒之主診醫生（第19集） |
| 朱樂洺               |                          | 癮君子（第19集） |
| 姚宏遠               | 鄧力安                   | Danny 葉依婷之男友 把毒品放在孫詠桐的貨倉，插贓嫁禍給其，之後潛逃去泰國（第19－20集） |
| 李嘉晉               | 孔力克                   | 警員（第19、25集） |
| 莫偉文               | 錢日明                   | 錢師傅 開鎖師傅 證明鄧力安曾光顧他配鑰匙的證人（第19－20集） |
| 王致狄               | 董世宇                   | Leo 韓花集團韓國總公司經理 控告顏潔恩未有遵守合約承諾，為其公司產品作直播宣傳 於第21集被判敗訴，須向顏潔恩賠償全數薪金（第20－21集） |
| 黎澤恩               |                          | 酒吧老闆（第20集） |
| 郭千瑜               |                          | 店員（第21集） |
| 張翼東               | Chris                    | Chill Star星探 於街上招攬林佩兒到其公司試鏡，實際上與黃德權、Ada及Martin合作，暗中拍下試鏡過程，並讓Martin挑選合眼緣的女生與其上床（第21集） |
| 陳善渝               |                          | Chill Star女職員（第21－22集） |
| 陳懿德               |                          | 試鏡少女（第21集） |
| 楊培琳               |                          | 試鏡少女（第21集） |
| 章景恆               | Nic                      | 魯兆熙之線人，后出卖其（第21－22集） |
| 郭海楓               |                          | 保安（第21集） |
| 文竣瑋               | 吳正耀                   | 警員（第22－25集） |
| 劉家聰               | 許醫生                   | （第22集） |
| 陳靖雲               |                          | 護士（第22集） |
| 蔡國慶               | 李爺                     | （第23集） |
| 李顯曜               | 劉經理                   | （第23集） |
| 譚焯升               | Harrison                 | 法庭文員（第23－25集） |
| 吳香倫               | 王桂林                   | 邱師奶 邱福揚之母（第24集） |
| 羅鴻（配音：葉振聲） | 岳波                     | 維修工人（第24集） |

### 特别演出
| 演員   | 角色   | 簡要介紹 |
| 陳展鵬 | 的士陳 | 的士司機 接載金秉信（第1、25集） |
| 劉佩玥 | 鄭千玉 | Carol 畫家 施耀興之前妻 施思之母 Kelvin之女友 於第1集與施耀興爭奪施思撫養權，後放棄（第1集）                                                                                       |
| 胡鴻鈞 | 胡鴻鈞 | 藝人 陳雪淇之偶像 在陳雪淇去世前與其見面（第10集） |
| 麥玲玲 | 白綺曼 | 富家女 施雷律師事務所客戶 有強迫症 於第19集透過施雷律師事務所向Nathan Wai實施禁制令，阻止其出境，迫使其屈服承諾還錢（第1、3、11、19集）                                            |
| 胡楓   | 曹天文 | 曹官 退休法官 賞識馬瑋雄、翁傲鳴 靠讀劇本克服口吃（第7－8、16集） |
| 羅天宇 | 卓朗   | 藝人／當紅視帝 文美芬之前男友，被其追討三千萬元 全城矚目分手索償案的控方 在庭上辯稱給文美芬三千萬元開餐廳作結婚禮物，但後來發現其與Louis有染才推翻承諾，最後獲判勝訴（第11－12集） |

## 製作
2021年12月17日，此劇於舉行開鏡拜神儀式。
2022年2月24日，此劇因有幕後人員確診2019冠狀病毒而停工，及後因疫情於公司內部蔓延，無綫電視宣布所有劇集拍攝將暫停。

## 軼事
- 此劇是趙璧渝入行十年來首個較重戲分角色及登上劇集官方海報。她更自掏腰包訂酒店房進行拍攝劇中的「裸照」道具相片，更邀請妹妹親自操刀擔任攝影師。[7]相比於之前播映而趙有份飾演的《隱形戰隊》，觀眾認為她在此劇比 《隱》劇有自信及有氣場得多，難以相信是同一人。[8]

## 歌曲
| 類別   | 歌曲       | 作曲   | 填詞   | 編曲           | 監製   | 主唱                              | 備註                                     |
| 主題曲 | 轉捩點     | 張家誠 | 張美賢 | 張家誠         | 張家誠 | 李克勤                            | 李克勤相隔六年後再為無綫電視演唱劇集歌曲 |
| 插曲   | 友情歲月   | 陳光榮 | 劉卓輝 | Freddie Lo     | 劉易昇 | 馬國明、 林夏薇、 張穎康、 黃嘉樂 | 舊歌翻唱                                 |
| 片尾曲 | 戀愛這命題 | 劉易昇 | 張楚翹 | 劉易昇、葉崇恩 | 劉易昇 | 炎明熹                            |                                          |

## 宣傳
2023年4月9日，劇組於深水埗欽州街西九龍中心一樓大堂舉行「明日開庭」宣傳活動。
2023年4月19日，劇組於油塘高超道38號油塘大本型商場地下中庭舉行「即時開庭」宣傳活動。 
2023年5月3日，劇組於將軍澳創新園駿才街77號電視廣播城五廠舉行「蜜蜜開庭」宣傳活動。
2023年5月9日，劇組於將軍澳創新園駿才街77號電視廣播城五廠舉行「母德開庭」宣傳活動。
2023年5月12日：劇組於將軍澳創新園駿才街77號電視廣播城二廠舉行「終極開庭」宣傳活動。

2023年5月24日：劇組於將軍澳創新園駿才街77號電視廣播城二廠舉行祝捷會。

## 收視

### 每周收視列表
| 集數   | 日期                   | 跨平台直播最高收視率 | 備註                         |
| 01－05 | 2023年4月10日－4月14日 | 21.1點               | [ 17 ]                       |
| 06－10 | 2023年4月17日－4月21日 | 18.7點               | [ 18 ]                       |
| 11－15 | 2023年4月24日－4月28日 | 19.4點               |                              |
| 16－20 | 2023年5月1日－5月5日   | 20.8點               | [ 19 ]                       |
| 21－25 | 2023年5月8日－5月12日  | 22.1點               | 星期一至五直播收視平均19.5點 |
| 全劇   | 全劇                   | 22.1點               | 平均直播收視18點             |

## 獎項
| 年份 | 頒獎典禮             | 獎項                    | 入圍者                     | 結果 |
| ---- | -------------------- | ----------------------- | -------------------------- | ---- |
| 2024 | 萬千星輝頒獎典禮2023 | 最佳劇集                | 《法言人》                 | 提名 |
| 2024 | 萬千星輝頒獎典禮2023 | 最佳男主角              | 馬國明                     | 提名 |
| 2024 | 萬千星輝頒獎典禮2023 | 最佳女主角              | 林夏薇                     | 提名 |
| 2024 | 萬千星輝頒獎典禮2023 | 最佳男配角              | 張頴康                     | 提名 |
| 2024 | 萬千星輝頒獎典禮2023 | 最佳女配角              | 蔣祖曼                     | 提名 |
| 2024 | 萬千星輝頒獎典禮2023 | 飛躍進步男藝員          | 焦浩軒                     | 提名 |
| 2024 | 萬千星輝頒獎典禮2023 | 飛躍進步男藝員          | 孔德賢                     | 提名 |
| 2024 | 萬千星輝頒獎典禮2023 | 飛躍進步男藝員          | 容天佑                     | 提名 |
| 2024 | 萬千星輝頒獎典禮2023 | 飛躍進步女藝員          | 陳嘉慧                     | 提名 |
| 2024 | 萬千星輝頒獎典禮2023 | 飛躍進步女藝員          | 趙璧渝                     | 提名 |
| 2024 | 萬千星輝頒獎典禮2023 | 飛躍進步女藝員          | 何依婷                     | 提名 |
| 2024 | 萬千星輝頒獎典禮2023 | 最佳電視歌曲            | 轉捩點（主唱：李克勤）     | 提名 |
| 2024 | 萬千星輝頒獎典禮2023 | 最佳電視歌曲            | 戀愛這命題（主唱：炎明熹） | 提名 |
| 2024 | 萬千星輝頒獎典禮2023 | 大灣區最喜愛TVB劇集     | 《法言人》                 | 提名 |
| 2024 | 萬千星輝頒獎典禮2023 | 大灣區最喜愛TVB女主角   | 林夏薇                     | 提名 |
| 2024 | 萬千星輝頒獎典禮2023 | 馬來西亞最喜愛TVB劇集   | 《法言人》                 | 提名 |
| 2024 | 萬千星輝頒獎典禮2023 | 馬來西亞最喜愛TVB男主角 | 馬國明                     | 提名 |
| 2024 | 萬千星輝頒獎典禮2023 | 馬來西亞最喜愛TVB女主角 | 林夏薇                     | 提名 |

## 外部連結
- 法言人 | TVB 無綫電視 （页面存档备份，存于）
- 《法言人》 北美官方TVB網上串流平台 免費點播！ （页面存档备份，存于）
- 豆瓣电影上《法言人》的資料 （简体中文）
- 《法言人》四大律界高手 聯手伸張正義 （页面存档备份，存于）.TVB Weekly.2023-04-06
- 《法言人》港大法律學院畢業 朱匯林演律師圓夢 （页面存档备份，存于）.TVB Weekly.2023-04-25